# Basketball-Weltmeisterschaft 2019
Die 18. Basketball-Weltmeisterschaft der Herren fand vom 31. August bis zum 15. September 2019 in der Volksrepublik China statt. Veranstalter war die Fédération Internationale de Basketball (FIBA) in Zusammenarbeit mit dem lokalen Organisationskomitee und dem nationalen Basketballverband Chinas. Erstmals seit der fünften Weltmeisterschaft 1967 fand das Turnier wieder in der Jahresmitte ungerader Jahre statt.
Damit einher ging die Erhöhung der Teilnehmerzahl von 24 auf erstmals 32 Auswahlmannschaften. Sieben Mannschaften dieses Turniers qualifizierten sich neben Gastgeber Japan direkt für den Basketballwettbewerb der Olympischen Spiele 2020.

## Terminierung
Nach altem Turnus hätte das Turnier an sich im Jahr 2018 stattfinden sollen, mit der Verschiebung auf ungerade Jahre möchte der Weltverband dem Ereignis zusammen mit der Erhöhung der Teilnehmerzahl größere Aufmerksamkeit sichern, die man ansonsten durch die zuvor nahezu parallel verlaufenden Fußball-Weltmeisterschaften gefährdet sah. Dies knüpft an die Terminierung der vierten bis fünften Weltmeisterschaft von 1963 bis 1967 an, die ebenfalls in der Jahresmitte ungerader Jahre stattfanden. Als mittelbare Auswirkung konnten die kontinentalen Auswahlwettbewerbe nun nicht mehr zu diesem Termin stattfinden und wurden daher von einem zweijährigen ebenfalls auf einen vierjährigen Turnus umgestellt.
Galten die kontinentalen Endrunden zuvor auch als Qualifikationsturnier für die in geraden Jahren stattfindenden Weltmeisterschaften sowie im Wesentlichen auch für den olympischen Wettbewerb, so wurden nun separate Qualifikationsrunden eigens für die Weltmeisterschaft eingeführt. Diese sollten aber nicht allein im Sommer des Vorjahres stattfinden wie zuvor bei den kontinentalen Endrunden, sondern auf das ganze Jahr verteilt werden. Insbesondere wegen der Änderung des Wettbewerbskalenders wegen der Ausweitung der Qualifikationsspiele über das ganze Jahr kam es zum Streit mit Klubbesitzern und Betreibern professioneller Vereinswettbewerbe, siehe Qualifikation#Terminierung.

## Austragungsorte
Der Auswahlprozess des Veranstalters begann bereits im April 2014 vor Austragung der letzten Endrunde im Sommer 2014. Im März 2015 legte sich das Executive Committee auf einen Veranstalter im Kontinentalverband FIBA Asien fest, entweder die Philippinen oder die Volksrepublik China, wobei letztere mit 14:7-Stimmen gegenüber den Philippinen schließlich als Veranstalter vom Central Board fünf Monate später bestätigt wurde.
Als Austragungsorte wurden vom lokalen Organisationskomitee und der FIBA acht Städte benannt.
| Peking |

| Guangdong (siehe rechts) |

| Shanghai |

| Nanjing |

| Wuhan |

| Peking |

| Guangdong (siehe rechts) |

| Shanghai |

| Nanjing |

| Wuhan |

| Dongguan |

| Foshan |

| Guangzhou |

| Shenzhen |

| Dongguan |

| Foshan |

| Guangzhou |

| Shenzhen |

## Teilnehmer
Bis auf das Gastgeberland China mussten sich alle teilnehmenden Auswahlmannschaften für die Endrunde qualifizieren.
Qualifikation
Übersicht der Teilnehmer
| - Europa (12) - Deutschland - Frankreich - Griechenland - Italien - Litauen - Montenegro - Polen - Russland - Serbien - Spanien - Tschechien - Türkei - Afrika (5) - Angola - Elfenbeinküste - Nigeria - Senegal - Tunesien | - Amerika (7) - Argentinien - Brasilien - Dominikanische Republik - Kanada - Puerto Rico - Venezuela - Vereinigte Staaten - Asien/Ozeanien (8) - Australien - Iran - Japan - Jordanien - Neuseeland - Südkorea - Philippinen - Volksrepublik China (Gastgeber) |

## Modus
Der Modus der WM-Endrunde 2019 war aufgeteilt in drei Turnierphasen; der ersten Vorrunde, der zweiten Gruppenphase und der K.-o.-Finalrunde.
- Erste Runde: In der ersten Runde spielten jeweils vier Mannschaften in acht Gruppen (A–H) gegeneinander. Der Sieger eines Spiels erhielt zwei Punkte, der Verlierer einen Punkt. Stand ein Spiel am Ende der regulären Spielzeit unentschieden, so gab es Verlängerung. Die beiden punktbesten Mannschaften jeder Gruppe qualifizierten sich für die zweite Runde.

- Zweite Runde: Es wurden vier neue Vierergruppen (I–L) gebildet. Die Erst- und Zweitplatzierten jeder Gruppe der ersten Runde blieben in der gleichen Gruppe, alle Ergebnisse der ersten Runde wurden mitgenommen. Die beiden punktbesten Mannschaften jeder Gruppe qualifizierten sich für die K.-o.-Finalrunde.

Bei Punktgleichheit entschieden in beiden Gruppenphasen:
- 1. der direkte Vergleich
- 2. der Korbquotient für die Begegnungen zwischen den punktgleichen Mannschaften
- 3. der Korbquotient für alle Begegnungen in der Gruppe
- 4. das Los

über die Platzierung.
- K.-o.-Finalrunde: Nach der zweiten Runde traten die jeweils zwei besten Mannschaften jeder Gruppe im Viertelfinale gegeneinander an. Es spielten die Gruppensieger gegen die Zweitplatzierten einer jeden Gruppe. Die Sieger bestritten das Halbfinale, in dem die Finalgegner ermittelt wurden.

## Auslosung
Die Auslosung für die Basketball-Weltmeisterschaft 2019 fand am 16. März 2019 in Shenzhen statt.

## Erste Runde
Legende:
| S | Gespielte Spiele                      |
| G | Gewonnene Spiele                      |
| V | Verlorene Spiele                      |
|   | Team für 2. Gruppenphase qualifiziert |
|   | Team ausgeschieden                    |

### Gruppe A – Peking

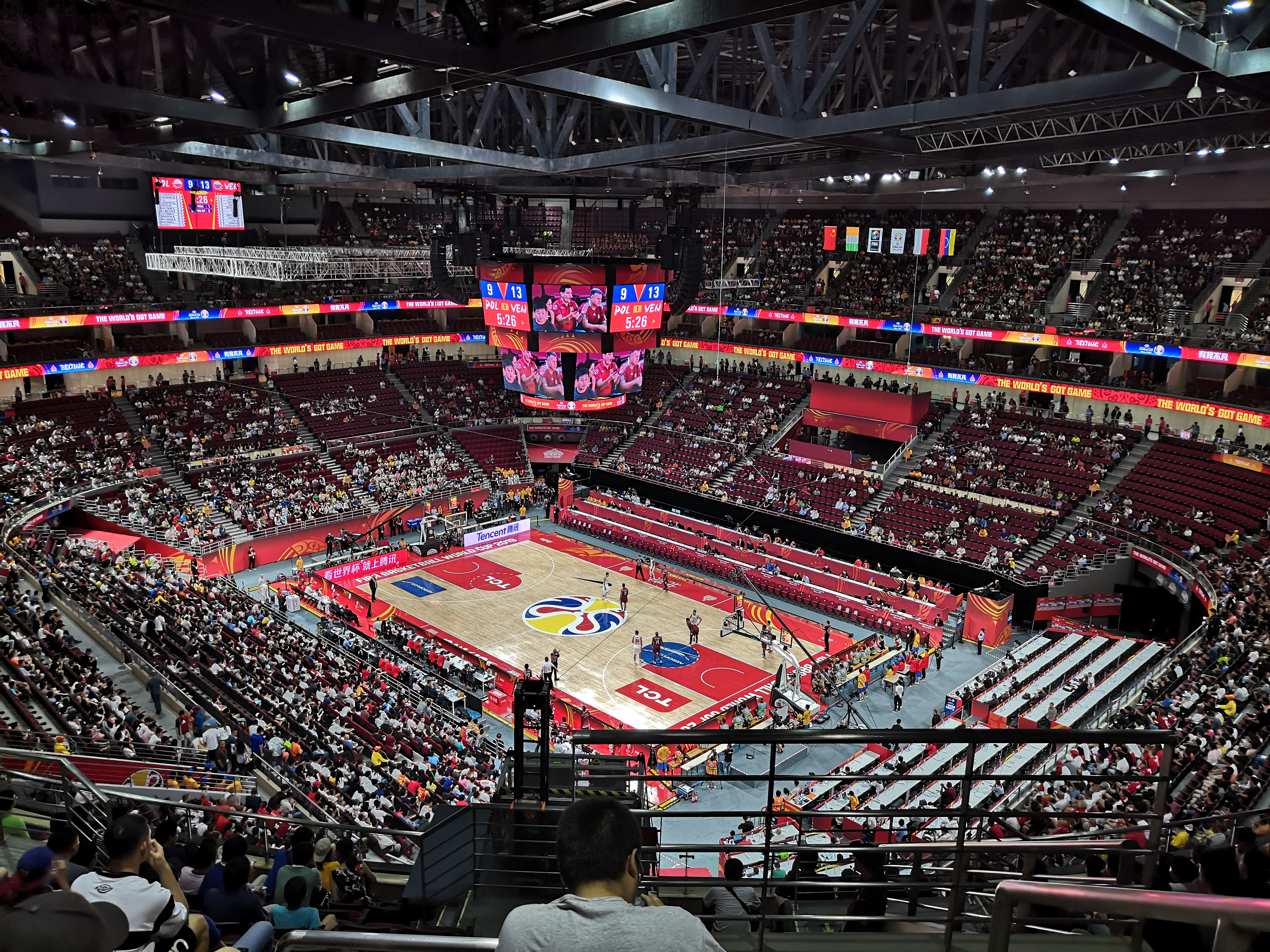
Vorrunde A: Polen gegen Venezuela

| Platz | Team           | S | G | V | Körbe   | Punkte | Diff. |
| ----- | -------------- | - | - | - | ------- | ------ | ----- |
| 1     | Polen          | 3 | 3 | 0 | 239:208 | 6      | +31   |
| 2     | Venezuela      | 3 | 2 | 1 | 228:210 | 5      | +18   |
| 3     | China          | 3 | 1 | 2 | 205:206 | 4      | −01   |
| 4     | Elfenbeinküste | 3 | 0 | 3 | 189:237 | 3      | −48   |

| Datum             | Team 1         | Team 2         | 1. Q. | 2. Q. | 3. Q. | 4. Q. | Verl. | Ergebnis |
| ----------------- | -------------- | -------------- | ----- | ----- | ----- | ----- | ----- | -------- |
| 31. August 2019   | Polen          | Venezuela      | 22:24 | 22:12 | 16:15 | 20:18 | —     | 80:69    |
| 31. August 2019   | Elfenbeinküste | China          | 16:14 | 13:15 | 12:22 | 14:19 | —     | 55:70    |
| 2. September 2019 | Venezuela      | Elfenbeinküste | 26:17 | 23:15 | 24:24 | 14:15 | —     | 87:71    |
| 2. September 2019 | China          | Polen          | 25:15 | 10:24 | 19:18 | 18:15 | 4:7   | 76:79    |
| 4. September 2019 | Elfenbeinküste | Polen          | 24:20 | 08:16 | 17:19 | 14:25 | —     | 63:80    |
| 4. September 2019 | Venezuela      | China          | 18:10 | 15:13 | 18:18 | 21:18 | —     | 72:59    |

### Gruppe B – Wuhan
| Platz | Team        | S | G | V | Körbe   | Punkte | Diff. |
| ----- | ----------- | - | - | - | ------- | ------ | ----- |
| 1     | Argentinien | 3 | 3 | 0 | 258:211 | 6      | +47   |
| 2     | Russland    | 3 | 2 | 1 | 230:219 | 5      | +11   |
| 3     | Nigeria     | 3 | 1 | 2 | 266:242 | 4      | +24   |
| 4     | Südkorea    | 3 | 0 | 3 | 208:290 | 3      | −82   |

| Datum             | Team 1      | Team 2      | 1. Q. | 2. Q. | 3. Q. | 4. Q. | Verl. | Ergebnis |
| ----------------- | ----------- | ----------- | ----- | ----- | ----- | ----- | ----- | -------- |
| 31. August 2019   | Russland    | Nigeria     | 18:13 | 22:22 | 18:23 | 24:19 | —     | 82:077   |
| 31. August 2019   | Argentinien | Südkorea    | 22:11 | 21:17 | 28:16 | 24:25 | —     | 95:069   |
| 2. September 2019 | Nigeria     | Argentinien | 17:28 | 26:15 | 18:29 | 20:22 | —     | 81:094   |
| 2. September 2019 | Südkorea    | Russland    | 18:27 | 19:13 | 12:23 | 24:24 | —     | 73:087   |
| 4. September 2019 | Südkorea    | Nigeria     | 15:17 | 16:32 | 19:30 | 16:29 | —     | 66:108   |
| 4. September 2019 | Russland    | Argentinien | 17:12 | 16:27 | 07:14 | 21:16 | —     | 61:069   |

### Gruppe C – Guangzhou
| Platz | Team        | S | G | V | Körbe   | Punkte | Diff. |
| ----- | ----------- | - | - | - | ------- | ------ | ----- |
| 1     | Spanien     | 3 | 3 | 0 | 247:190 | 6      | +57   |
| 2     | Puerto Rico | 3 | 2 | 1 | 213:218 | 5      | −05   |
| 3     | Tunesien    | 3 | 1 | 2 | 205:235 | 4      | −30   |
| 4     | Iran        | 3 | 0 | 3 | 213:235 | 3      | −22   |

| Datum             | Team 1      | Team 2      | 1. Q. | 2. Q. | 3. Q. | 4. Q. | Verl. | Ergebnis |
| ----------------- | ----------- | ----------- | ----- | ----- | ----- | ----- | ----- | -------- |
| 31. August 2019   | Iran        | Puerto Rico | 30:16 | 19:15 | 16:20 | 16:32 | —     | 081:83   |
| 31. August 2019   | Spanien     | Tunesien    | 16:17 | 26:20 | 30:08 | 29:15 | —     | 101:62   |
| 2. September 2019 | Tunesien    | Iran        | 29:19 | 15:16 | 15:13 | 20:19 | —     | 079:67   |
| 2. September 2019 | Puerto Rico | Spanien     | 21:17 | 14:19 | 10:21 | 18:16 | —     | 063:73   |
| 4. September 2019 | Puerto Rico | Tunesien    | 19:18 | 19:14 | 14:23 | 15:09 | —     | 067:64   |
| 4. September 2019 | Spanien     | Iran        | 18:21 | 15:10 | 19:22 | 21:12 | —     | 073:65   |

### Gruppe D – Foshan
| Platz | Team        | S | G | V | Körbe   | Punkte | Diff. |
| ----- | ----------- | - | - | - | ------- | ------ | ----- |
| 1     | Serbien     | 3 | 3 | 0 | 323:203 | 6      | +120  |
| 2     | Italien     | 3 | 2 | 1 | 277:215 | 5      | +062  |
| 3     | Angola      | 3 | 1 | 2 | 204:278 | 4      | −074  |
| 4     | Philippinen | 3 | 0 | 3 | 210:318 | 3      | −108  |

| Datum             | Team 1      | Team 2      | 1. Q. | 2. Q. | 3. Q. | 4. Q. | Verl. | Ergebnis |
| ----------------- | ----------- | ----------- | ----- | ----- | ----- | ----- | ----- | -------- |
| 31. August 2019   | Angola      | Serbien     | 20:29 | 12:21 | 15:28 | 12:27 | —     | 059:105  |
| 31. August 2019   | Philippinen | Italien     | 08:37 | 16:25 | 15:23 | 23:23 | —     | 062:108  |
| 2. September 2019 | Serbien     | Philippinen | 28:13 | 34:22 | 37:13 | 27:19 | —     | 126:067  |
| 2. September 2019 | Italien     | Angola      | 25:11 | 19:11 | 26:21 | 22:19 | —     | 092:061  |
| 4. September 2019 | Italien     | Serbien     | 23:28 | 19:22 | 15:20 | 20:22 | —     | 077:092  |
| 4. September 2019 | Angola      | Philippinen | 21:20 | 17:14 | 18:12 | 17:27 | 11:8  | 084:081  |

### Gruppe E – Shanghai
| Platz | Team               | S | G | V | Körbe   | Punkte | Diff. |
| ----- | ------------------ | - | - | - | ------- | ------ | ----- |
| 1     | Vereinigte Staaten | 3 | 3 | 0 | 279:204 | 6      | +75   |
| 2     | Tschechien         | 3 | 2 | 1 | 247:240 | 5      | +07   |
| 3     | Türkei             | 3 | 1 | 2 | 254:251 | 4      | +03   |
| 4     | Japan              | 3 | 0 | 3 | 188:273 | 3      | −85   |

| Datum             | Team 1             | Team 2             | 1. Q. | 2. Q. | 3. Q. | 4. Q. | Verl. | Ergebnis |
| ----------------- | ------------------ | ------------------ | ----- | ----- | ----- | ----- | ----- | -------- |
| 1. September 2019 | Türkei             | Japan              | 28:12 | 19:23 | 20:14 | 19:18 | —     | 86:67    |
| 1. September 2019 | Tschechien         | Vereinigte Staaten | 14:17 | 15:26 | 19:23 | 19:22 | —     | 67:88    |
| 3. September 2019 | Japan              | Tschechien         | 18:18 | 22:27 | 15:19 | 21:25 | —     | 76:89    |
| 3. September 2019 | Vereinigte Staaten | Türkei             | 26:21 | 21:21 | 18:19 | 16:20 | 12:11 | 93:92    |
| 5. September 2019 | Türkei             | Tschechien         | 16:22 | 19:21 | 25:23 | 16:25 | —     | 76:91    |
| 5. September 2019 | Vereinigte Staaten | Japan              | 23:09 | 33:14 | 28:08 | 14:14 | —     | 98:45    |

### Gruppe F – Nanjing
| Platz | Team         | S | G | V | Körbe   | Punkte | Diff. |
| ----- | ------------ | - | - | - | ------- | ------ | ----- |
| 1     | Brasilien    | 3 | 3 | 0 | 265:245 | 6      | +20   |
| 2     | Griechenland | 3 | 2 | 1 | 266:236 | 5      | +30   |
| 3     | Neuseeland   | 3 | 1 | 2 | 284:288 | 4      | −04   |
| 4     | Montenegro   | 3 | 0 | 3 | 216:262 | 3      | −46   |

| Datum             | Team 1       | Team 2       | 1. Q. | 2. Q. | 3. Q. | 4. Q. | Verl. | Ergebnis |
| ----------------- | ------------ | ------------ | ----- | ----- | ----- | ----- | ----- | -------- |
| 1. September 2019 | Neuseeland   | Brasilien    | 20:21 | 30:29 | 12:28 | 32:24 | —     | 094:102  |
| 1. September 2019 | Griechenland | Montenegro   | 17:09 | 25:07 | 21:22 | 22:22 | —     | 085:060  |
| 3. September 2019 | Montenegro   | Neuseeland   | 26:31 | 18:22 | 21:13 | 18:27 | —     | 083:093  |
| 3. September 2019 | Brasilien    | Griechenland | 15:19 | 15:21 | 26:13 | 23:25 | —     | 079:078  |
| 5. September 2019 | Brasilien    | Montenegro   | 19:20 | 24:18 | 23:16 | 18:19 | —     | 084:073  |
| 5. September 2019 | Griechenland | Neuseeland   | 28:19 | 23:25 | 20:22 | 32:31 | —     | 103:097  |

### Gruppe G – Shenzhen
| Platz | Team          | S | G | V | Körbe   | Punkte | Diff. |
| ----- | ------------- | - | - | - | ------- | ------ | ----- |
| 1     | Frankreich    | 3 | 3 | 0 | 271:194 | 6      | +77   |
| 2     | Dom. Republik | 3 | 2 | 1 | 206:234 | 5      | −28   |
| 3     | Deutschland   | 3 | 1 | 2 | 238:210 | 4      | +28   |
| 4     | Jordanien     | 3 | 0 | 3 | 202:279 | 3      | −77   |

| Datum             | Team 1        | Team 2        | 1. Q. | 2. Q. | 3. Q. | 4. Q. | Verl. | Ergebnis |
| ----------------- | ------------- | ------------- | ----- | ----- | ----- | ----- | ----- | -------- |
| 1. September 2019 | Dom. Republik | Jordanien     | 22:17 | 25:19 | 14:17 | 19:23 | —     | 80:076   |
| 1. September 2019 | Frankreich    | Deutschland   | 16:04 | 20:16 | 23:30 | 19:24 | —     | 78:074   |
| 3. September 2019 | Deutschland   | Dom. Republik | 21:16 | 18:21 | 13:18 | 16:15 | —     | 68:070   |
| 3. September 2019 | Jordanien     | Frankreich    | 18:25 | 15:25 | 17:28 | 14:25 | —     | 64:103   |
| 5. September 2019 | Deutschland   | Jordanien     | 28:17 | 20:19 | 18:13 | 30:13 | —     | 96:062   |
| 5. September 2019 | Dom. Republik | Frankreich    | 08:18 | 13:25 | 19:25 | 16:22 | —     | 56:090   |

### Gruppe H – Dongguan
| Platz | Team       | S | G | V | Körbe   | Punkte | Diff. |
| ----- | ---------- | - | - | - | ------- | ------ | ----- |
| 1     | Australien | 3 | 3 | 0 | 276:242 | 6      | +34   |
| 2     | Litauen    | 3 | 2 | 1 | 275:203 | 5      | +72   |
| 3     | Kanada     | 3 | 1 | 2 | 243:260 | 4      | −17   |
| 4     | Senegal    | 3 | 0 | 3 | 175:264 | 3      | −89   |

| Datum             | Team 1     | Team 2     | 1. Q. | 2. Q. | 3. Q. | 4. Q. | Verl. | Ergebnis |
| ----------------- | ---------- | ---------- | ----- | ----- | ----- | ----- | ----- | -------- |
| 1. September 2019 | Kanada     | Australien | 20:29 | 20:23 | 37:24 | 15:32 | —     | 092:108  |
| 1. September 2019 | Senegal    | Litauen    | 10:27 | 11:21 | 12:29 | 14:24 | —     | 047:101  |
| 3. September 2019 | Australien | Senegal    | 18:16 | 18:17 | 24:17 | 21:18 | —     | 81:68    |
| 3. September 2019 | Litauen    | Kanada     | 24:14 | 22:22 | 24:18 | 22:15 | —     | 92:69    |
| 5. September 2019 | Kanada     | Senegal    | 11:22 | 22:10 | 26:14 | 23:14 | —     | 82:60    |
| 5. September 2019 | Litauen    | Australien | 19:27 | 22:25 | 19:16 | 22:19 | —     | 82:87    |

## Zweite Runde
Die Spielresultate aus der ersten Runde werden in die zweite Runde übertragen.
Legende:
| S | Gespielte Spiele                    |
| G | Gewonnene Spiele                    |
| V | Verlorene Spiele                    |
|   | Team für Viertelfinale qualifiziert |
|   | Team ausgeschieden                  |

### Gruppe I – Foshan
| Platz | Team        | S | G | V | Körbe   | Punkte | Diff. |
| ----- | ----------- | - | - | - | ------- | ------ | ----- |
| 1     | Argentinien | 5 | 5 | 0 | 436:343 | 10     | +93   |
| 2     | Polen       | 5 | 4 | 1 | 383:373 | 09     | +10   |
| 3     | Russland    | 5 | 3 | 2 | 373:358 | 08     | +15   |
| 4     | Venezuela   | 5 | 2 | 3 | 355:366 | 07     | −11   |

| Datum             | Team 1      | Team 2      | 1. Q. | 2. Q. | 3. Q. | 4. Q. | Verl. | Ergebnis |
| ----------------- | ----------- | ----------- | ----- | ----- | ----- | ----- | ----- | -------- |
| 6. September 2019 | Polen       | Russland    | 16:22 | 18:18 | 19:17 | 26:17 | —     | 79:74    |
| 6. September 2019 | Argentinien | Venezuela   | 17:12 | 21:13 | 25:22 | 24:20 | —     | 87:67    |
| 8. September 2019 | Venezuela   | Russland    | 10:13 | 17:14 | 15:21 | 18:21 | —     | 60:69    |
| 8. September 2019 | Polen       | Argentinien | 14:20 | 13:22 | 14:28 | 24:21 | —     | 65:91    |

### Gruppe J – Wuhan
| Platz | Team        | S | G | V | Körbe   | Punkte | Diff. |
| ----- | ----------- | - | - | - | ------- | ------ | ----- |
| 1     | Spanien     | 5 | 5 | 0 | 395:319 | 10     | +076  |
| 2     | Serbien     | 5 | 4 | 1 | 482:331 | 09     | +151  |
| 3     | Italien     | 5 | 3 | 2 | 431:371 | 08     | +060  |
| 4     | Puerto Rico | 5 | 2 | 3 | 349:402 | 07     | −053  |

| Datum             | Team 1      | Team 2      | 1. Q. | 2. Q. | 3. Q. | 4. Q. | Verl. | Ergebnis |
| ----------------- | ----------- | ----------- | ----- | ----- | ----- | ----- | ----- | -------- |
| 6. September 2019 | Serbien     | Puerto Rico | 23:14 | 26:12 | 22:13 | 19:08 | —     | 90:47    |
| 6. September 2019 | Spanien     | Italien     | 18:18 | 12:13 | 20:17 | 17:12 | —     | 67:60    |
| 8. September 2019 | Puerto Rico | Italien     | 24:13 | 22:13 | 18:24 | 19:33 | 6:11  | 89:94    |
| 8. September 2019 | Spanien     | Serbien     | 13:20 | 32:17 | 22:19 | 14:13 | —     | 81:69    |

### Gruppe K – Shenzhen
| Platz | Team               | S | G | V | Körbe   | Punkte | Diff. |
| ----- | ------------------ | - | - | - | ------- | ------ | ----- |
| 1     | Vereinigte Staaten | 5 | 5 | 0 | 437:330 | 10     | +107  |
| 2     | Tschechien         | 5 | 3 | 2 | 417:395 | 08     | +022  |
| 3     | Griechenland       | 5 | 3 | 2 | 403:382 | 08     | +021  |
| 4     | Brasilien          | 5 | 3 | 2 | 409:427 | 08     | −018  |

| Datum             | Team 1             | Team 2       | 1. Q. | 2. Q. | 3. Q. | 4. Q. | Verl. | Ergebnis |
| ----------------- | ------------------ | ------------ | ----- | ----- | ----- | ----- | ----- | -------- |
| 7. September 2019 | Brasilien          | Tschechien   | 16:20 | 16:25 | 14:20 | 25:28 | —     | 71:93    |
| 7. September 2019 | Vereinigte Staaten | Griechenland | 19:17 | 19:08 | 16:12 | 15:16 | —     | 69:53    |
| 9. September 2019 | Tschechien         | Griechenland | 12:18 | 21:14 | 16:25 | 28:27 | —     | 77:84    |
| 9. September 2019 | Vereinigte Staaten | Brasilien    | 21:18 | 22:21 | 24:17 | 22:17 | —     | 89:73    |

### Gruppe L – Nanjing
| Platz | Team          | S | G | V | Körbe   | Punkte | Diff. |
| ----- | ------------- | - | - | - | ------- | ------ | ----- |
| 1     | Australien    | 5 | 5 | 0 | 458:416 | 10     | +42   |
| 2     | Frankreich    | 5 | 4 | 1 | 447:369 | 09     | +78   |
| 3     | Litauen       | 5 | 3 | 2 | 424:336 | 08     | +88   |
| 4     | Dom. Republik | 5 | 2 | 3 | 337:390 | 07     | −53   |

| Datum             | Team 1        | Team 2        | 1. Q. | 2. Q. | 3. Q. | 4. Q. | Verl. | Ergebnis |
| ----------------- | ------------- | ------------- | ----- | ----- | ----- | ----- | ----- | -------- |
| 7. September 2019 | Australien    | Dom. Republik | 24:19 | 16:19 | 17:14 | 25:24 | —     | 82:076   |
| 7. September 2019 | Frankreich    | Litauen       | 26:14 | 24:26 | 15:14 | 13:21 | —     | 78:075   |
| 9. September 2019 | Dom. Republik | Litauen       | 14:19 | 10:19 | 15:14 | 16:22 | —     | 55:074   |
| 9. September 2019 | Frankreich    | Australien    | 24:23 | 22:23 | 29:25 | 23:29 | —     | 98:100   |

## Runde um Plätze 17 bis 32
Das Spielresultat zwischen jenen Mannschaften, die in der ersten Runde in derselben Gruppe aktiv waren, wird in die Runde um die Plätze 17 bis 32 übertragen.
Legende:
| S | Gespielte Spiele |
| G | Gewonnene Spiele |
| V | Verlorene Spiele |
|   | Platz 17 bis 20  |
|   | Platz 21 bis 24  |
|   | Platz 25 bis 28  |
|   | Platz 29 bis 32  |

### Gruppe M – Guangzhou
| Platz | Team           | S | G | V | Körbe   | Punkte | Diff. |
| ----- | -------------- | - | - | - | ------- | ------ | ----- |
| 1     | Nigeria        | 5 | 3 | 2 | 435:381 | 8      | +54   |
| 2     | China          | 5 | 2 | 3 | 355:365 | 7      | −10   |
| 3     | Südkorea       | 5 | 1 | 4 | 361:438 | 6      | −77   |
| 4     | Elfenbeinküste | 5 | 0 | 5 | 326:400 | 5      | −74   |

| Datum             | Team 1         | Team 2         | 1. Q. | 2. Q. | 3. Q. | 4. Q. | Verl. | Ergebnis |
| ----------------- | -------------- | -------------- | ----- | ----- | ----- | ----- | ----- | -------- |
| 6. September 2019 | Nigeria        | Elfenbeinküste | 24:18 | 13:17 | 26:11 | 20:20 | —     | 83:66    |
| 6. September 2019 | China          | Südkorea       | 19:18 | 16:14 | 19:20 | 23:21 | —     | 77:73    |
| 8. September 2019 | Elfenbeinküste | Südkorea       | 14:18 | 16:32 | 17:16 | 24:14 | —     | 71:80    |
| 8. September 2019 | China          | Nigeria        | 21:19 | 10:16 | 20:25 | 22:26 | —     | 73:86    |

### Gruppe N – Peking
| Platz | Team        | S | G | V | Körbe   | Punkte | Diff. |
| ----- | ----------- | - | - | - | ------- | ------ | ----- |
| 1     | Tunesien    | 5 | 3 | 2 | 377:386 | 8      | −09   |
| 2     | Iran        | 5 | 2 | 3 | 379:372 | 7      | +07   |
| 3     | Angola      | 5 | 1 | 4 | 350:435 | 6      | −085  |
| 4     | Philippinen | 5 | 0 | 5 | 352:499 | 5      | −147  |

| Datum             | Team 1   | Team 2      | 1. Q. | 2. Q. | 3. Q. | 4. Q. | Verl. | Ergebnis |
| ----------------- | -------- | ----------- | ----- | ----- | ----- | ----- | ----- | -------- |
| 6. September 2019 | Angola   | Iran        | 17:19 | 12:09 | 16:20 | 17:23 | —     | 62:71    |
| 6. September 2019 | Tunesien | Philippinen | 27:10 | 19:14 | 21:15 | 19:28 | —     | 86:67    |
| 8. September 2019 | Tunesien | Angola      | 31:20 | 21:17 | 15:28 | 19:19 | —     | 86:84    |
| 8. September 2019 | Iran     | Philippinen | 30:24 | 18:10 | 27:16 | 20:25 | —     | 95:75    |

### Gruppe O – Dongguan
| Platz | Team       | S | G | V | Körbe   | Punkte | Diff. |
| ----- | ---------- | - | - | - | ------- | ------ | ----- |
| 1     | Neuseeland | 5 | 3 | 2 | 497:470 | 8      | +027  |
| 2     | Türkei     | 5 | 2 | 3 | 434:427 | 7      | +07   |
| 3     | Montenegro | 5 | 1 | 4 | 370:406 | 6      | −034  |
| 4     | Japan      | 5 | 0 | 5 | 334:464 | 5      | −130  |

| Datum             | Team 1     | Team 2     | 1. Q. | 2. Q. | 3. Q. | 4. Q. | Verl. | Ergebnis |
| ----------------- | ---------- | ---------- | ----- | ----- | ----- | ----- | ----- | -------- |
| 7. September 2019 | Neuseeland | Japan      | 29:29 | 26:10 | 27:22 | 29:20 | —     | 111:081  |
| 7. September 2019 | Türkei     | Montenegro | 16:26 | 16:11 | 17:21 | 30:16 | —     | 079:074  |
| 9. September 2019 | Japan      | Montenegro | 16:26 | 17:14 | 18:21 | 14:19 | —     | 065:080  |
| 9. September 2019 | Türkei     | Neuseeland | 31:26 | 22:24 | 24:24 | 24:28 | —     | 101:102  |

### Gruppe P – Shanghai
| Platz | Team        | S | G | V | Körbe   | Punkte | Diff. |
| ----- | ----------- | - | - | - | ------- | ------ | ----- |
| 1     | Deutschland | 5 | 3 | 2 | 409:364 | 8      | +045  |
| 2     | Kanada      | 5 | 2 | 3 | 445:413 | 7      | +032  |
| 3     | Jordanien   | 5 | 1 | 4 | 352:482 | 6      | −130  |
| 4     | Senegal     | 5 | 0 | 5 | 330:432 | 5      | −102  |

| Datum             | Team 1      | Team 2    | 1. Q. | 2. Q. | 3. Q. | 4. Q. | Verl. | Ergebnis |
| ----------------- | ----------- | --------- | ----- | ----- | ----- | ----- | ----- | -------- |
| 7. September 2019 | Kanada      | Jordanien | 31:13 | 32:22 | 36:15 | 27:21 | —     | 126:71   |
| 7. September 2019 | Deutschland | Senegal   | 14:11 | 22:26 | 30:23 | 23:18 | —     | 089:78   |
| 9. September 2019 | Jordanien   | Senegal   | 22:16 | 13:21 | 20:20 | 24:21 | —     | 079:77   |
| 9. September 2019 | Deutschland | Kanada    | 17:12 | 19:21 | 20:23 | 26:20 | —     | 082:76   |

## K.-o.-Finalrunde

### Turnierbaum
|  | Viertelfinale | Viertelfinale      | Viertelfinale |  |  | Halbfinale | Halbfinale  | Halbfinale |  |  | Finale           | Finale           | Finale           |
|  |               |                    |               |  |  |            |             |            |  |  |                  |                  |                  |
|  | I1            | Argentinien        | 97            |  |  |            |             |            |  |  |                  |                  |                  |
|  | J2            | Serbien            | 87            |  |  |            |             |            |  |  |                  |                  |                  |
|  |               |                    |               |  |  | I1         | Argentinien | 80         |  |  |                  |                  |                  |
|  |               |                    |               |  |  | L2         | Frankreich  | 66         |  |  |                  |                  |                  |
|  | K1            | Vereinigte Staaten | 79            |  |  |            |             |            |  |  |                  |                  |                  |
|  | L2            | Frankreich         | 89            |  |  |            |             |            |  |  |                  |                  |                  |
|  |               |                    |               |  |  |            |             |            |  |  | I1               | Argentinien      | 75               |
|  |               |                    |               |  |  |            |             |            |  |  | J1               | Spanien          | 95               |
|  | J1            | Spanien            | 90            |  |  |            |             |            |  |  |                  |                  |                  |
|  | I2            | Polen              | 78            |  |  |            |             |            |  |  |                  |                  |                  |
|  |               |                    |               |  |  | J1         | Spanien     | 95         |  |  |                  |                  |                  |
|  |               |                    |               |  |  | L1         | Australien  | 88         |  |  | Spiel um Platz 3 | Spiel um Platz 3 | Spiel um Platz 3 |
|  | L1            | Australien         | 82            |  |  |            |             |            |  |  | L2               | Frankreich       | 67               |
|  | K2            | Tschechien         | 70            |  |  |            |             |            |  |  | L1               | Australien       | 59               |

### Viertelfinale
| Datum              | Team 1             | Team 2     | 1. Q. | 2. Q. | 3. Q. | 4. Q. | Verl. | Ergebnis |
| ------------------ | ------------------ | ---------- | ----- | ----- | ----- | ----- | ----- | -------- |
| 10. September 2019 | Argentinien        | Serbien    | 25:23 | 29:26 | 14:18 | 29:20 | —     | 97:87    |
| 10. September 2019 | Spanien            | Polen      | 22:18 | 24:23 | 21:17 | 23:20 | —     | 90:78    |
| 11. September 2019 | Vereinigte Staaten | Frankreich | 18:18 | 21:27 | 27:18 | 13:26 | —     | 79:89    |
| 11. September 2019 | Australien         | Tschechien | 17:17 | 16:13 | 30:18 | 19:22 | —     | 82:70    |

### Runde um Plätze 5 bis 8
| Datum              | Team 1  | Team 2             | 1. Q. | 2. Q. | 3. Q. | 4. Q. | Verl. | Ergebnis |
| ------------------ | ------- | ------------------ | ----- | ----- | ----- | ----- | ----- | -------- |
| 12. September 2019 | Serbien | Vereinigte Staaten | 32:07 | 12:33 | 27:28 | 23:21 | —     | 94:89    |
| 12. September 2019 | Polen   | Tschechien         | 23:23 | 12:20 | 28:21 | 21:30 | —     | 84:94    |

#### Spiel um Platz 7
| Datum              | Team 1             | Team 2 | 1. Q. | 2. Q. | 3. Q. | 4. Q. | Verl. | Ergebnis |
| ------------------ | ------------------ | ------ | ----- | ----- | ----- | ----- | ----- | -------- |
| 14. September 2019 | Vereinigte Staaten | Polen  | 28:14 | 19:16 | 16:25 | 24:19 | —     | 87:74    |

#### Spiel um Platz 5
| Datum              | Team 1  | Team 2     | 1. Q. | 2. Q. | 3. Q. | 4. Q. | Verl. | Ergebnis |
| ------------------ | ------- | ---------- | ----- | ----- | ----- | ----- | ----- | -------- |
| 14. September 2019 | Serbien | Tschechien | 20:20 | 21:30 | 28:12 | 21:19 | —     | 90:81    |

### Halbfinale
| Datum              | Team 1      | Team 2     | 1. Q. | 2. Q. | 3. Q. | 4. Q. | Verl.        | Ergebnis |
| ------------------ | ----------- | ---------- | ----- | ----- | ----- | ----- | ------------ | -------- |
| 13. September 2019 | Spanien     | Australien | 22:21 | 10:16 | 19:18 | 20:16 | 24:17 (2 VL) | 95:88    |
| 13. September 2019 | Argentinien | Frankreich | 21:18 | 18:14 | 21:16 | 20:18 | —            | 80:66    |

### Spiel um Platz 3
| Datum              | Team 1     | Team 2     | 1. Q. | 2. Q. | 3. Q. | 4. Q. | Verl. | Ergebnis |
| ------------------ | ---------- | ---------- | ----- | ----- | ----- | ----- | ----- | -------- |
| 15. September 2019 | Frankreich | Australien | 11:16 | 10:14 | 21:16 | 25:13 | —     | 67:59    |

### Finale
| Datum              | Team 1      | Team 2  | 1. Q. | 2. Q. | 3. Q. | 4. Q. | Verl. | Ergebnis |
| ------------------ | ----------- | ------- | ----- | ----- | ----- | ----- | ----- | -------- |
| 15. September 2019 | Argentinien | Spanien | 14:23 | 17:20 | 16:23 | 28:29 | —     | 75:95    |

## Endstand
Erläuterungen: O: direkt für Olympische Spiele 2020 qualifiziert, OG: als Gastgeber für Olympische Spiele 2020 qualifiziert, OQ: für olympisches Qualifikationsturnier qualifiziert
| Rang                                | Team                | Siege:Niederl.   | Korbverhältnis   |
| K.-o.-Finalrunde                    | K.-o.-Finalrunde    | K.-o.-Finalrunde | K.-o.-Finalrunde |
| ----------------------------------- | ------------------- | ---------------- | ---------------- |
| 1                                   | SpanienO            | 8:0              | 675:560          |
| 2                                   | ArgentinienO        | 7:1              | 688:591          |
| 3                                   | FrankreichO         | 7:1              | 669:587          |
| 4                                   | AustralienO         | 6:2              | 687:648          |
| Runde um Plätze 5–8                 |                     |                  |                  |
| 5                                   | SerbienOQ           | 6:2              | 753:598          |
| 6                                   | TschechienOQ        | 4:4              | 662:651          |
| 7                                   | Vereinigte StaatenO | 6:2              | 692:587          |
| 8                                   | PolenOQ             | 4:4              | 619:644          |
| Gruppendritte Zweite Runde          |                     |                  |                  |
| 9                                   | LitauenOQ           | 3:2              | 424:336          |
| 10                                  | ItalienOQ           | 3:2              | 431:371          |
| 11                                  | GriechenlandOQ      | 3:2              | 403:382          |
| 12                                  | RusslandOQ          | 3:2              | 373:358          |
| Gruppenvierte Zweite Runde          |                     |                  |                  |
| 13                                  | BrasilienOQ         | 3:2              | 409:427          |
| 14                                  | VenezuelaOQ         | 2:3              | 355:366          |
| 15                                  | Puerto RicoOQ       | 2:3              | 349:402          |
| 16                                  | Dom. RepublikOQ     | 2:3              | 337:390          |
| Gruppenerste Runde um Plätze 17–32  |                     |                  |                  |
| 17                                  | NigeriaO            | 3:2              | 435:381          |
| 18                                  | DeutschlandOQ       | 3:2              | 409:364          |
| 19                                  | NeuseelandOQ        | 3:2              | 497:470          |
| 20                                  | TunesienOQ          | 3:2              | 377:386          |
| Gruppenzweite Runde um Plätze 17–32 |                     |                  |                  |
| 21                                  | KanadaOQ            | 2:3              | 445:413          |
| 22                                  | TürkeiOQ            | 2:3              | 434:427          |
| 23                                  | IranO               | 2:3              | 379:372          |
| 24                                  | China               | 2:3              | 355:365          |
| Gruppendritte Runde um Plätze 17–32 |                     |                  |                  |
| 25                                  | Montenegro          | 1:4              | 370:406          |
| 26                                  | Südkorea            | 1:4              | 361:438          |
| 27                                  | Angola              | 1:4              | 350:435          |
| 28                                  | Jordanien           | 1:4              | 352:482          |
| Gruppenvierte Runde um Plätze 17–32 |                     |                  |                  |
| 29                                  | Elfenbeinküste      | 0:5              | 326:400          |
| 30                                  | Senegal             | 0:5              | 330:432          |
| 31                                  | JapanOG             | 0:5              | 334:464          |
| 32                                  | Philippinen         | 0:5              | 352:499          |

## Auszeichnungen
Als „Most Valuable Player“ (MVP) des Turniers wurde der Spanier Ricky Rubio ausgezeichnet. Außer ihm wurden sein Landsmann Marc Gasol, der Franzose Evan Fournier, der Serbe Bogdan Bogdanović sowie der Argentinier Luis Scola ins All-Tournament Team gewählt.